# Chrysomphalus aonidum
Chrysomphalus aonidum är en insektsart som först beskrevs av Carl von Linné 1758.  Chrysomphalus aonidum ingår i släktet Chrysomphalus och familjen pansarsköldlöss. Inga underarter finns listade i Catalogue of Life.